# Ursula Schröder-Feinen
Ursula Schröder-Feinen (* 21. Juli 1936 in Gelsenkirchen; † 9. Februar 2005 in Hennef) war eine deutsche Opernsängerin (Sopran).

## Leben
Die Sopranistin war von 1968 an Ensemblemitglied der Deutschen Oper am Rhein Düsseldorf/Duisburg. Sie sang an den bedeutendsten Opernhäusern und Festivals, unter anderem am Teatro alla Scala in Mailand und der Metropolitan Opera in New York.
Sie starb im Alter von 68 Jahren in Hennef bei Bonn.